# Nestor (Archivierungsnetzwerk)
nestor e.V. (Network of Expertise in long-term Storage and availability of digital Resources in Germany) ist ein eingetragener Verein und ein deutsches Netzwerk für die Langzeitarchivierung und Langzeitverfügbarkeit digitaler Ressourcen. Es vereinigt Experten mit den Kooperationspartnern, nämlich Bibliotheken, Museen und Archiven. Nach zwei Projektphasen, in denen nestor durch das Ministerium für Bildung und Forschung gefördert wurde, wird der Kooperationsverbund seit Juli 2009 von den Kooperationspartnern getragen.

## Schwerpunkte von nestor
nestor vernetzt unterschiedliche Institutionen, die sich mit der Langzeitarchivierung digitaler Daten befassen. Als deutsches Kompetenznetzwerk kooperiert nestor mit europäischen Partnern. Standardisierungsaktivitäten werden gebündelt und in die jeweiligen Communities hineingetragen.
Gemeinsam mit Hochschulen entwickelt nestor Aus-, Fort- und Weiterbildungsangebote im Bereich der digitalen Langzeitarchivierung.
Die Schwerpunkte und Aktivitäten werden durch Workshops und andere Veranstaltungen sowie durch Publikationen, wie beispielsweise das nestor-Handbuch, die nestor-Expertisen und die nestor-Ratgeber, vermittelt.
Weiterhin dient nestor als Anlaufstelle und als Informationsplattform für Fragen rund um die digitale Langzeitarchivierung.

### nestor-Siegel
Nestor bietet eine Zertifizierung auf Basis der DIN 31644 „Kriterien für vertrauenswürdige digitale Langzeitarchive“ an. Durch die Zertifizierung können digitale Langzeitarchive das nestor-Siegel erhalten. Hierfür muss das Langzeitarchiv eine Selbstevaluation durchführen und anschließend wird von nestor ein Gutachten erstellt.
Die zentralen Bereiche für die Zertifizierung sind:
- Ziele und Organisation: Eine Organisation muss die Ziele und Rahmenbedingungen genau bestimmen, sich im rechtlichen Rahmen befinden und offenlegen.
- Umgang mit Objekten: Das Erhalten und Nutzen von Objekten mit Informationsgehalt kann als die zentrale Aufgabe von Langzeitarchiven gesehen werden.
- Infrastruktur und Sicherheit: Die Sicherheit und IT-Infrastruktur muss ausreichend sein, damit Schutz und Erhalt der archivierten Objekte gewährleistet wird.[3]

## Mitglieder
Am 1. April 2022 fand die Gründungsversammlung des Vereins nestor statt. Momentan (Stand: Januar 2025) sind folgende Mitglieder in nestor aktiv:
- Bayerische Staatsbibliothek *
- Bundesarchiv
- Deutsche Kinemathek – Museum für Film und Fernsehen *
- Deutsche Nationalbibliothek *
- Georg-August-Universität Göttingen / Niedersächsische Staats- und Universitätsbibliothek Göttingen *
- hebis Verbundzentrale
- Hochschulbibliothekszentrum des Landes Nordrhein-Westfalen *
- Humboldt-Universität zu Berlin *
- Institut für Museumsforschung (Stiftung Preußischer Kulturbesitz)
- Landesarchiv Baden-Württemberg *
- Landesarchiv Nordrhein-Westfalen *
- Leibniz-Institut für Deutsche Sprache *
- Münchner Stadtbibliothek
- Sächsische Landesbibliothek – Staats- und Universitätsbibliothek Dresden *
- Staatsbibliothek zu Berlin (Stiftung Preußischer Kulturbesitz) *
- TIB – Leibniz-Informationszentrum Technik und Naturwissenschaften und Universitätsbibliothek *
- Universitätsbibliothek Regensburg
- Universitätsbibliothek der Ludwig-Maximilians-Universität München
- ZB MED – Informationszentrum Lebenswissenschaften *
- ZBW – Leibniz-Informationszentrum Wirtschaft
- Zuse-Institut Berlin

Die mit * markierten Mitglieder sind die Gründungsmitglieder des Vereins.

## Arbeitsgruppen
nestor bietet Arbeitsgruppen zu Teilbereichen der digitalen Langzeitarchivierung an. Darin arbeiten Experten und Interessierte zu verschiedenen Themengebieten zusammen:
- AG AV-Medien
- AG Community Survey
- AG Dauerhafte Zitierbarkeit
- AG Digitale Bestandserhaltung
- AG Dokumentation der digitalen Langzeitarchivierung
- AG Emulation
- AG Formaterkennung
- AG Forschungsdaten
- AG Archivstandards
- AG OAIS-Review
- AG Personal Digital Archiving
- AG Recht
- AG SIP-Konkretisierung
- AG Zertifizierung